# Корнеліс Корнеліссен ван Гарлем
Корнеліс Корнеліссен ван Гарлем (нід. Cornelis Cornelisz. van Haarlem; нар. 1562, Гарлем — 11 листопада 1638) — нідерландський художник і рисувальник, один із провідних художників-маньєристів у Нідерландах, важливий попередник Франса Галса.

## Біографія

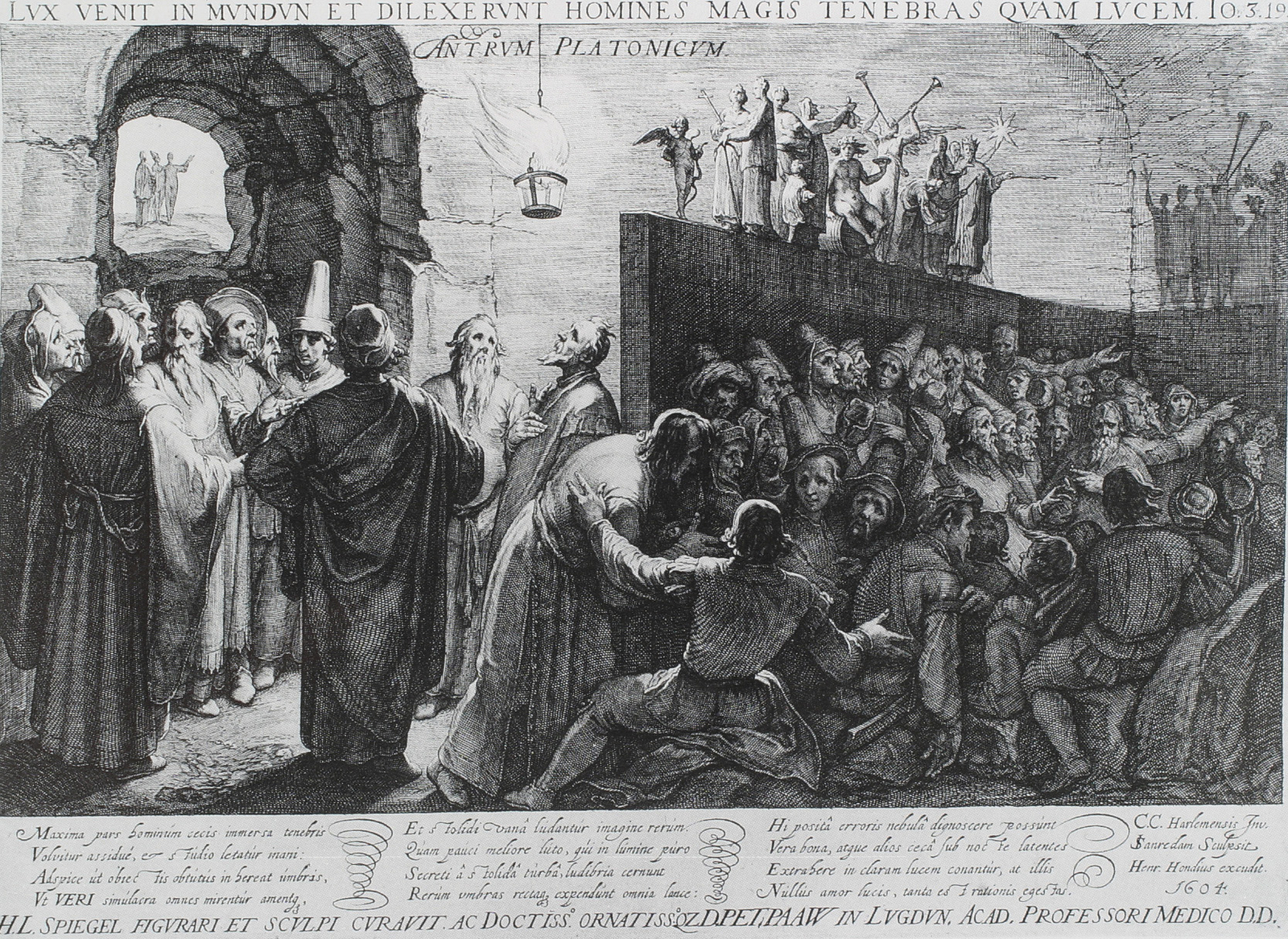
Алегорія печери на гравюрі Санредама (1604)

Він був членом Гарлемської школи, яка перебувала під сильним впливом творчості Бартоломеуса Шпрангера. Малював переважно портрети, а також міфологічні та біблійні сюжети. Спочатку він писав у великому форматі, з великою стилізацією, працював з гротескною, неприродною анатомією. Пізніше його твори набувають натуралістичнішого характеру.
Близько 1600 року він написав одне з небагатьох зображень платонівської алегорії печери. Ця олійна картина зараз втрачена, але відтворена в гравюрі на міді, зробленій Яном Санредамом у 1604 році.
Корнеліс був одружений з Марієтьє Дейман, дочкою мера Арента Пітерса Деймана, представника відомої буржуазної родини Гарлема.

## Твори

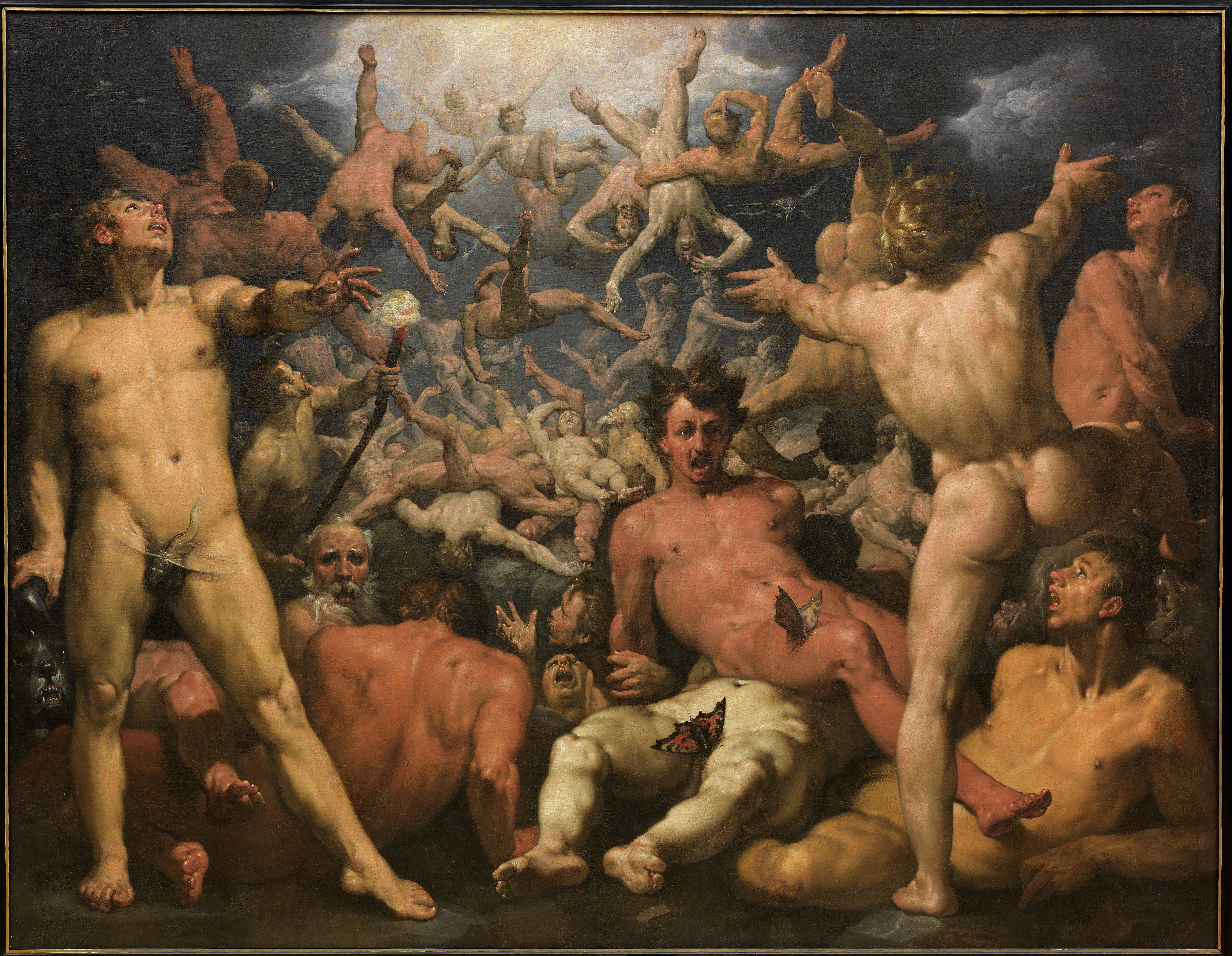
Падіння титанів (1588)
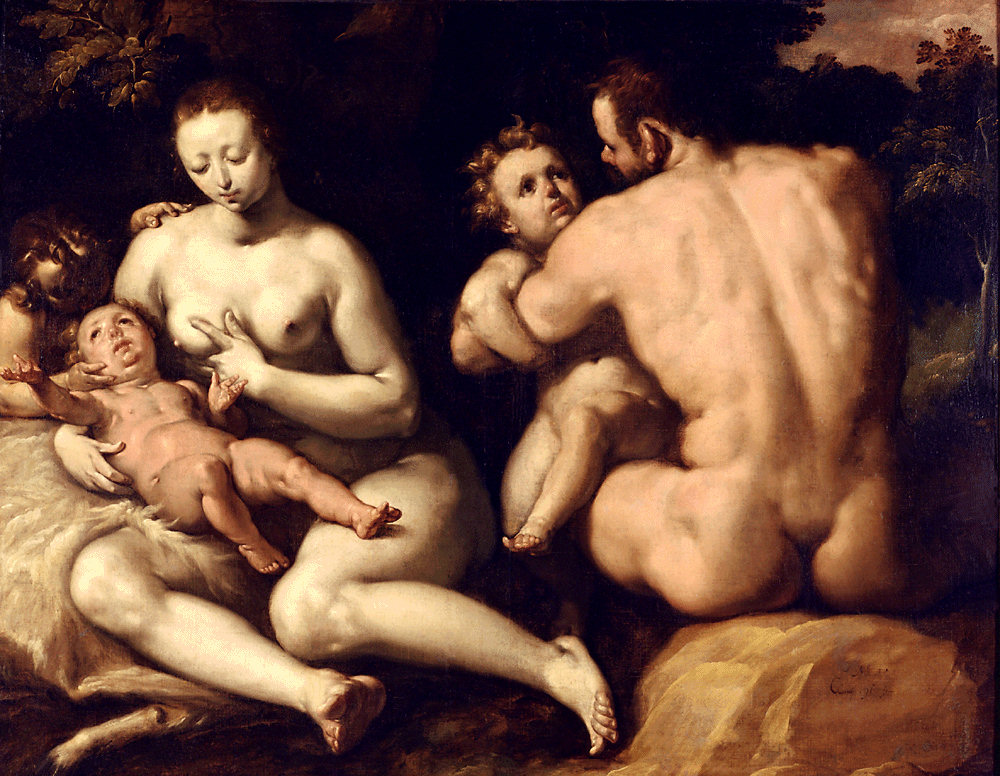
Перша сім'я (Ной і сім'я) (1589)
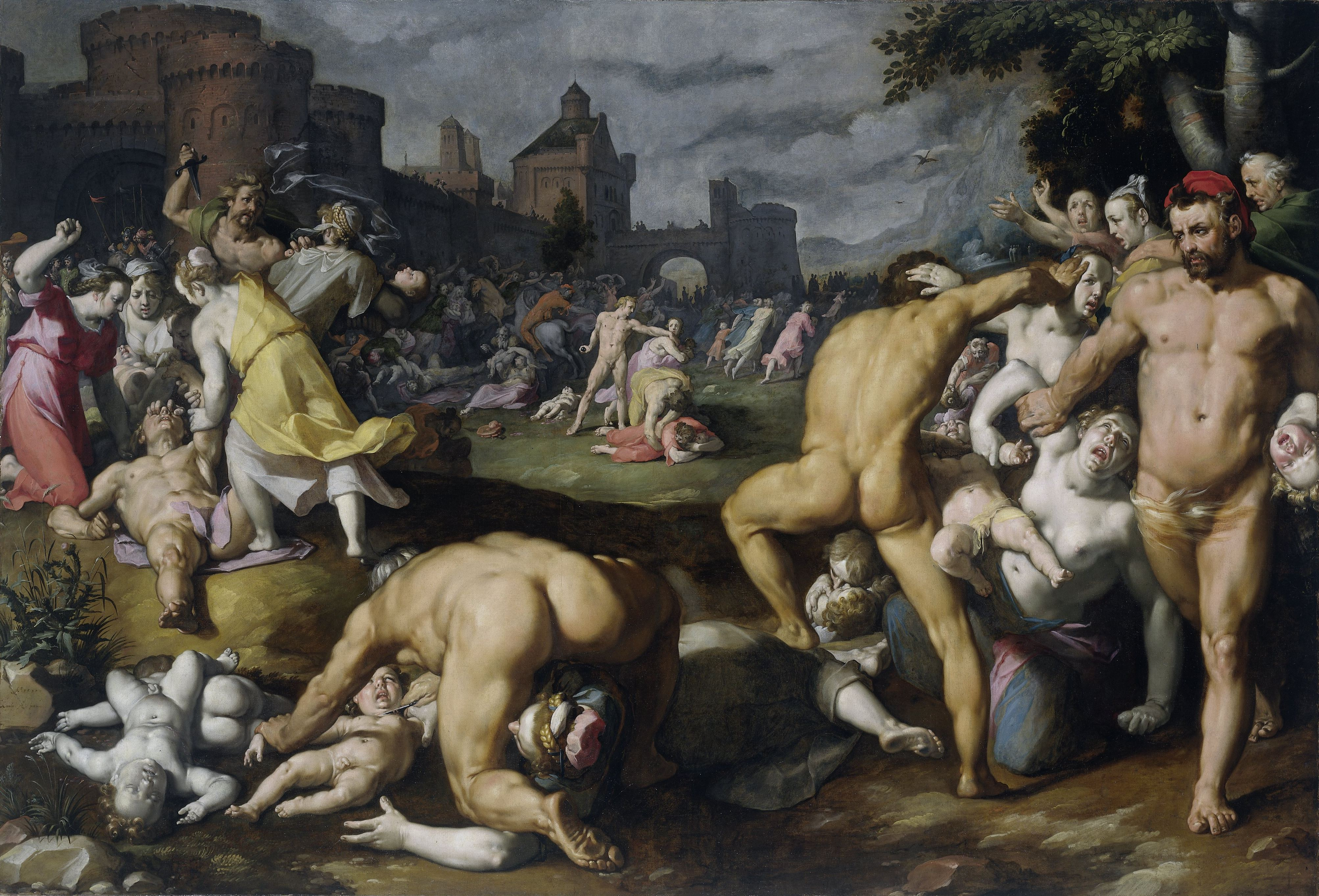
Дітовбивство у Віфлеємі (1590)
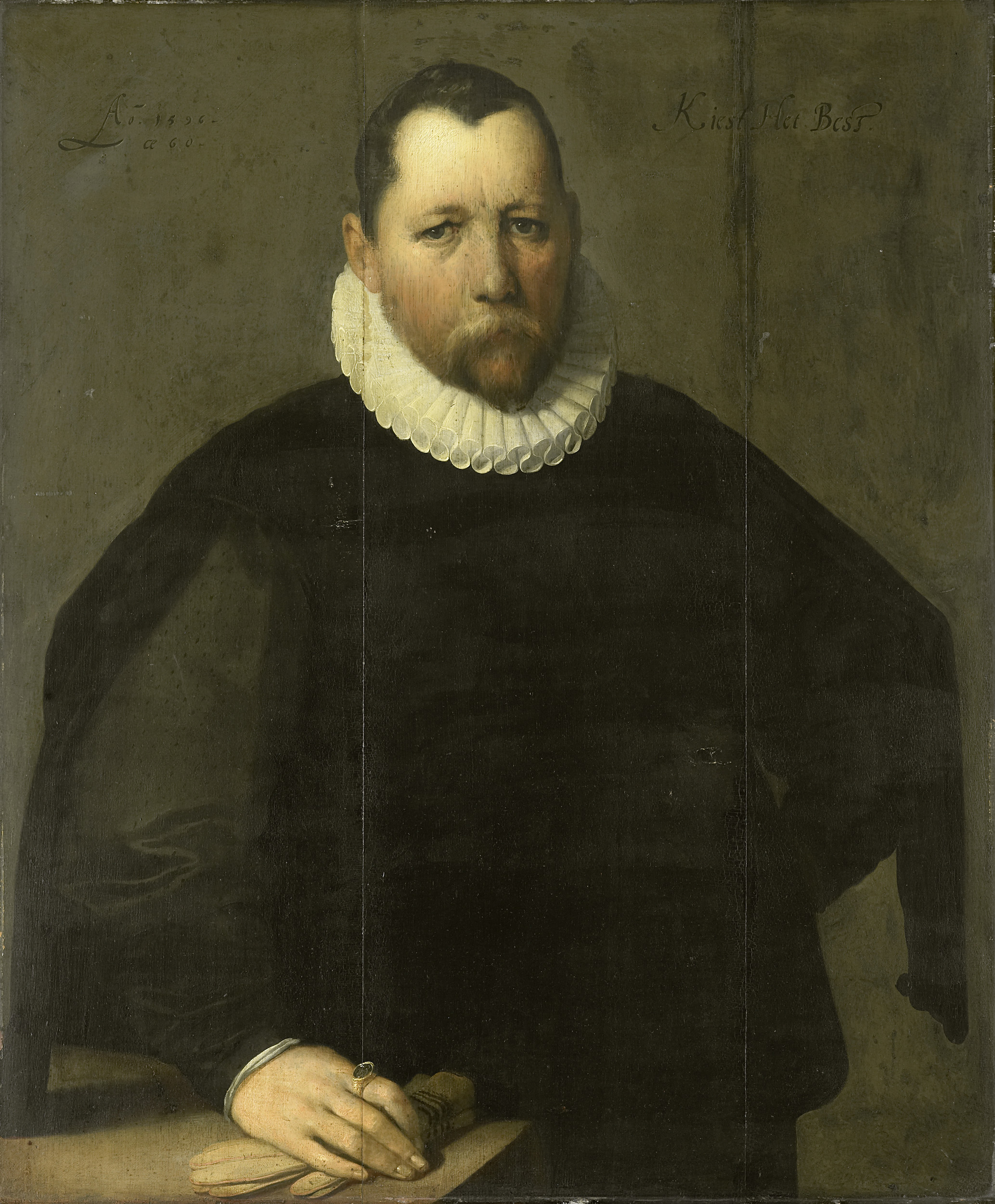
Портрет Пітера Янша Кіса (1596)
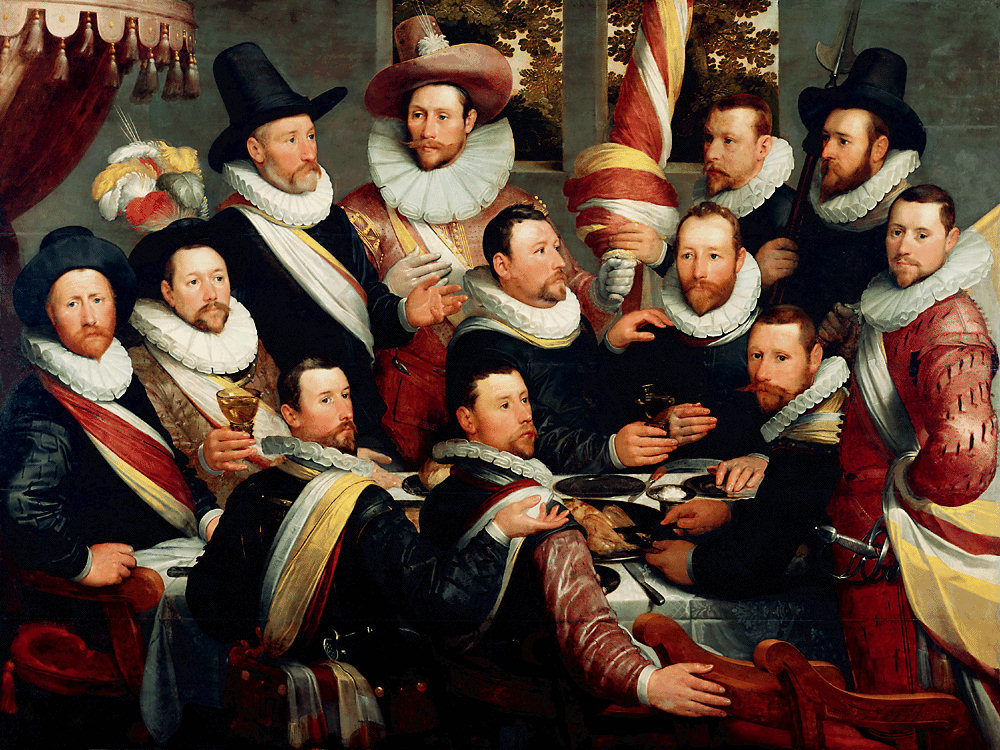
Бенкет офіцерів Георгіївської роти (1599)
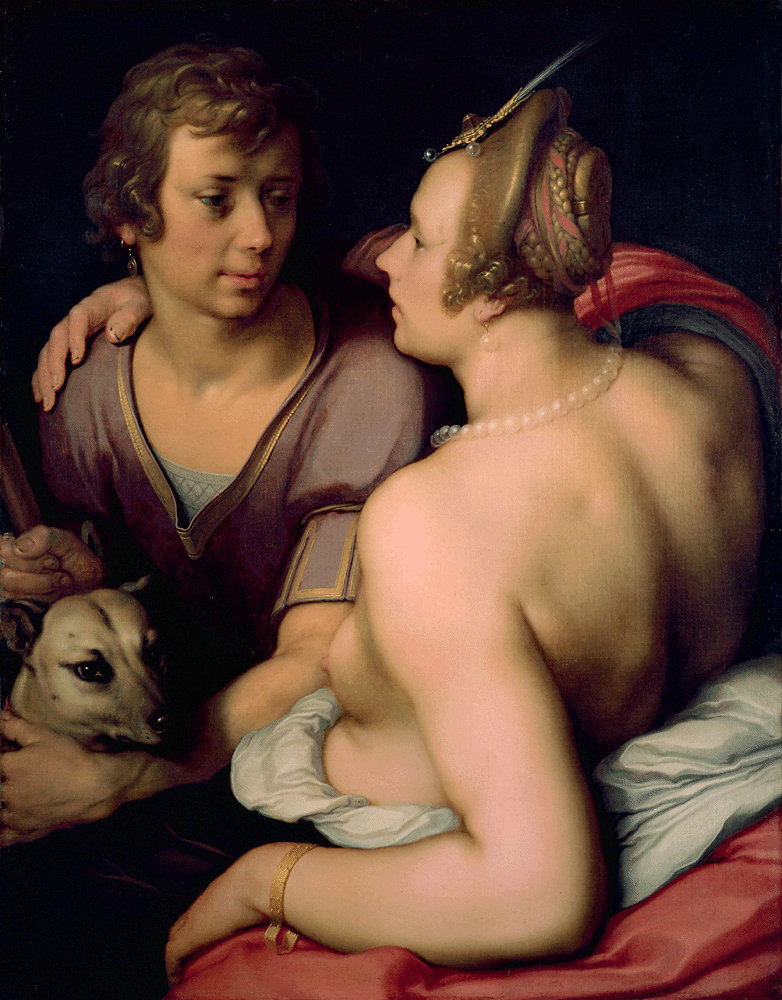
Венера і Адоніс (1614)
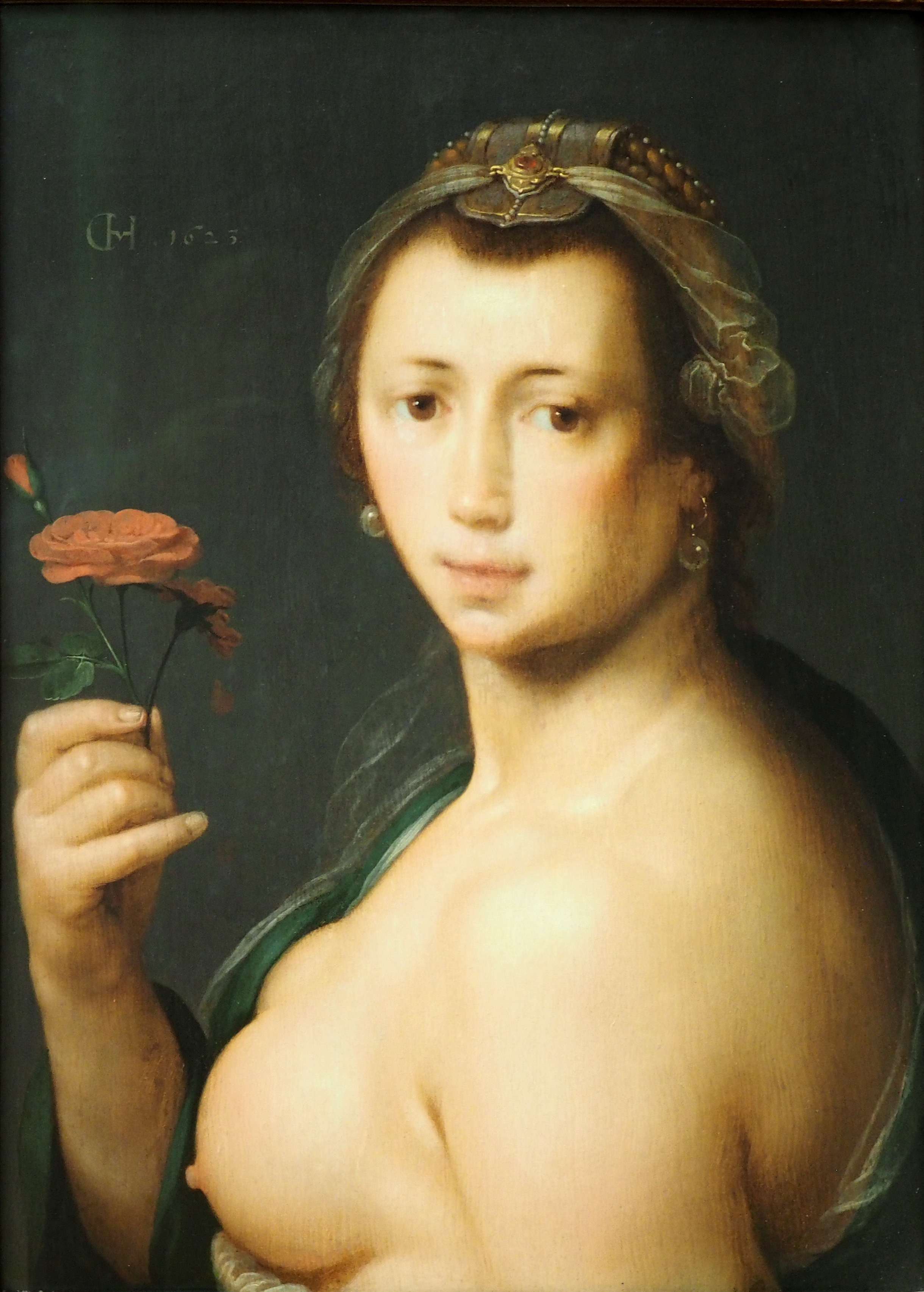
Напівоголена жінка з трояндою (1623)

## Виставка
- 2012: Голландський Мікеланджело. Корнеліс ван Гарлем 1562—1638, Музей Франса Галса, Гарлем.